# Cahiers de Doléances

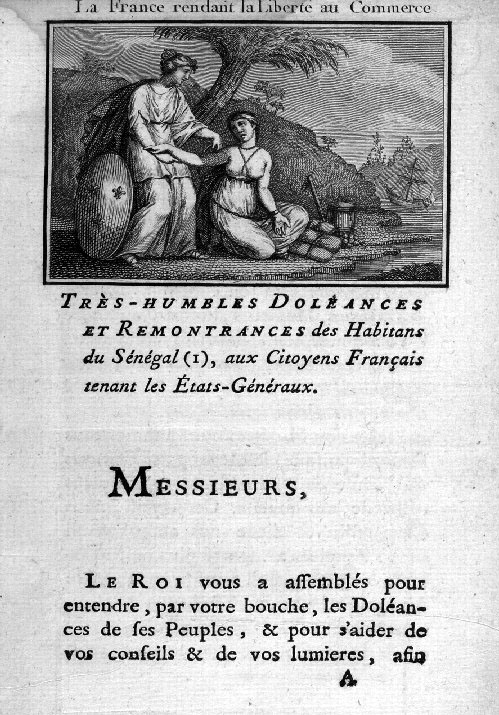
Cahier de doléances aus Saint-Louis in Senegal, 1789

Die Cahiers de Doléances (französisch für „Beschwerdehefte“) waren die Anweisungen der Wähler an die Abgeordneten der Generalstände. 
Als der französische König am 24. Januar 1789 seine Untertanen zur Wahl ihrer Abgeordneten für die Generalstände aufrief, forderte er sie gleichzeitig auf, diesen Abgeordneten Anweisungen zu geben, welche Probleme sie lösen sollten. Die Abgeordneten hatten also ein imperatives Mandat.
Theoretisch gab es also für jeden Wahlkreis ein Beschwerdeheft, und in der Tat sind etwa 60.000 von ihnen erhalten.
Entstanden sind die Beschwerdehefte auf Versammlungen in den Dörfern, oder sie wurden von politisch Interessierten zusammengestellt – das jedenfalls lassen der Sprachstil und die Gliederung verschiedener Beschwerdehefte vermuten.
Besonders häufig waren Beschwerden über hohe Steuern, ungerechte Feudalabgaben und Privilegien des Grundherrn. Politische Forderungen (wie etwa die Generalstände regelmäßig einzuberufen) wurden dagegen nur selten und eher in städtischen Wahlkreisen erhoben.
Für den Verlauf der Französischen Revolution spielten die Cahiers de Doléances keine große Rolle mehr.
Ihr Wert als Quelle in der Geschichtswissenschaft ist umstritten. Zwar liegt hier der seltene Fall vor, dass einmal fast alle Angehörigen eines Staates um ihre Meinung gefragt wurden und man so etwas über die Befindlichkeit der Unterschichten erfährt. Allerdings mussten alle Aussagen der meist analphabetischen Bauern von Schreibkundigen erst aufgeschrieben werden, und man kann schlecht abschätzen, wie sehr diese auch redaktionelle oder sogar inhaltliche Änderungen vornahmen.
Der Begriff der cahiers de doléances wurde in den Jahren 2018/2019 im Zuge der sogenannten Gelbwestenbewegung in Frankreich wieder aufgegriffen, als der Bürgermeister von Grand Bourgtheroulde am 15. Januar 2019 ein sogenanntes cahier de doléances mit Forderungen von Bürgern der Gemeinde an Staatspräsident Emmanuel Macron überreichte.